# Décès en mars 1994
Décès
- 1990
- 1991
- 1992
- 1993
- 1994
- 1995
- 1996
- 1997
- 1998

Pour une information complémentaire, voir la page d'aide.

| Date    | Nom                 | Activités                                     | Âge | Source |
| ------- | ------------------- | --------------------------------------------- | --- | ------ |
| 4 mars  | Chris Seydou        | styliste malien                               | 44  |        |
| 4 mars  | John Candy          | Acteur et humoriste canadien                  | 43  |        |
| 6 mars  | Georges Géronimi    | Footballeur international français            | 101 |        |
| 6 mars  | Melina Mercouri     | Actrice, chanteuse et femme politique grecque | 73  |        |
| 9 mars  | Charles Bukowski    | écrivain, poète américain d'origine allemande | 73  |        |
| 13 mars | Jacques Doucet      | peintre français                              | 70  |        |
| 14 mars | Georges Claes       | coureur cycliste belge                        | 74  |        |
| 14 mars | Serge Blusson       | coureur cycliste français                     | 65  |        |
| 16 mars | Emilie Tomanová     | artiste peintre tchèque                       | 61  |        |
| 18 mars | William Bergsma     | compositeur et pédagogue américain            | 72  | (en)   |
| 19 mars | Charles Paris       | Encreur et lettreur américain de comics.      | 82  |        |
| 21 mars | Macdonald Carey     | Acteur américain.                             | 81  |        |
| 21 mars | Andrés da Silva     | Footballeur international péruvien.           | 73  |        |
| 23 mars | Paula Trueman       | Actrice américaine.                           | 96  |        |
| 23 mars | Álvaro del Portillo | prêtre catholique                             | 80  |        |
| 23 mars | Giulietta Masina    | Actrice italienne                             | 74  |        |
| 28 mars | Eugène Ionesco      | Dramaturge et écrivain français               | 84  |        |
| 29 mars | Paul Grimault       | Réalisateur français                          | 89  |        |
| 29 mars | Bill Travers        | Acteur britannique                            | 72  |        |